# Dasypogon
Dasypogon is een vliegengeslacht uit de familie van de roofvliegen (Asilidae).

## Soorten
- D. aequalis Walker, 1857
- D. albonotatus Macquart, 1847
- D. analis Macquart, 1850
- D. arcuatus (Fabricius, 1794)
- D. atratus (Fabricius, 1794)
- D. atripennis Macquart, 1834
- D. aurarius Wiedemann, 1821
- D. auripilus (Séguy, 1934)
- D. australis Macquart, 1838
- D. bacescui Weinberg, 1979
- D. bigoti Bellardi, 1861
- D. brevipennis (Meigen, 1838)
- D. caffer Wiedemann, 1828
- D. caudatus Fabricius, 1805
- D. cephicus Say, 1829
- D. costalis Lynch Arribálzaga, 1880
- D. crassus Macquart in Lucas, 1849
- D. diadema (Fabricius, 1781)
- D. dorsalis Macquart, 1848
- D. fabricii Wiedemann in Meigen, 1820
- D. flavipennis Wiedemann, 1828
- D. fossius Walker, 1849
- D. fraternus Macquart, 1846
- D. geradi Weinberg, 1987
- D. gougeleti (Bigot, 1878)
- D. iberus Tomasovic, 1999
- D. irinelae Weinberg, 1986
- D. kugleri Weinberg, 1985
- D. lebasii Macquart, 1838
- D. lenticeps Thomson, 1869
- D. longus Macquart, 1838

- D. lugens Philippi, 1865
- D. magisi Tomasovic, 1999
- D. melanopterus Loew, 1869
- D. mexicanus Macquart, 1846
- D. nigripennis Macquart, 1848
- D. nigriventris Dufour, 1833
- D. nitidigaster Macquart, 1850
- D. occlusus Meijere, 1906
- D. octonotatus Loew, 1869
- D. olcesci (Bigot, 1878)
- D. parvus Rondani, 1850
- D. pumilus Macquart, 1838
- D. punctipennis Macquart, 1838
- D. quadrinotatus Bigot, 1878
- D. regenstreifi Weinberg, 1986
- D. reinhardi Wiedemann, 1824
- D. rubiginipennis Macquart, 1838
- D. rubiginosus (Bigot, 1878)
- D. rubinipes (Becker in Becker & Stein, 1913)
- D. ruficauda (Fabricius, 1805)
- D. rufiventris Wiedemann, 1821
- D. sericeus Philippi, 1865
- D. tenuis Macquart, 1838
- D. tragicus Wiedemann, 1828
- D. tsacasi Weinberg, 1991